# 本·奧斯本
本·奧斯本（英語：Ben Osborn；1994年8月5日—）是一位英格蘭足球運動員，場上司职前锋，現在效力於英冠球隊德比郡，曾效力於诺丁汉森林。他也代表英格蘭各級青年隊參加比賽。

## 外部連結
- Soccerway資料庫：本·奧斯本
- 足球数据库：本·奧斯本的球员统计数据